# Leo Šavnik
Leo Šavnik, slovenski zdravnik ginekolog-porodničar, onkolog in profesor, * 10. januar 1897, Kranj, † 24. maj 1968, Ljubljana.
Šavnik je diplomiral leta 1923 na Medicinski fakulteti na Dunaju. Po specializaciji 1927 je služboval v Ljubljani. Leta 1938 je postal v novoustanovljenem institutu za raziskovanje in zdravljenje novotvorb vodja ginekološke terapije. Od leta 1948 dalje je bil na Medicinski fakulteti v Ljubljani predstojnik katedre za onkologijo in radioterapijo, ter od 1958 do 1967 redni profesor za onkologijo in radioterapijo na isti fakulteti.